# Cargèse
Cargèse (korziško Carghjese) je pristaniško naselje in občina v francoskem departmaju Corse-du-Sud regije –) otoka Korzika. Leta 2009 je naselje imelo 1.117 prebivalcev.

## Geografija
Kraj leži v zahodnem delu otoka Korzike ob zalivu Sagone, 50 km severozahodno od središča Ajaccia.

## Uprava
Občina Cargèse skupaj s sosednjimi občinami Cristinacce, Évisa, Marignana, Osani, Ota, Partinello, Piana in Serriera  sestavlja kanton Deux-Sevi s sedežem v Piani. Kanton je sestavni del okrožja Ajaccio.

## Zanimivosti
- grkokatoliška cerkev sv. Spiridona, zgrajena v drugi polovici 19. stoletja,

- rimokatoliška cerkev